# Collegio di giustizia
Il Collegio di giustizia (in inglese: College of Justice, in gaelico scozzese: Colaiste a ’cheartais) comprende le Corti supreme della Scozia e i suoi organi associati.
Gli organi costitutivi dei tribunali supremi nazionali sono la Corte di sessione, l'Alta corte di giustizia, l'Office of the Accountant of Court e l'Auditor of the Court of Session. I suoi organi associati sono la Faculty of Advocates, la Society of Writers to Her Majesty's Signet e la Society of Solicitors in the Supreme Courts of Scotland.
Il Collegio è diretto dal Lord presidente della Corte di sessione, che detiene anche il titolo di Lord Justice General in relazione all'Alta corte di giustizia, e i giudici della Corte di sessione e dell'Alta corte sono denominati Senatori del Collegio di giustizia.

## Storia
Il Collegio fu fondato nel 1532 dal re Giacomo V a seguito di una bolla emessa da Papa Clemente VII il 15 settembre 1531. Prevedeva che 10.000 ducati d'oro fossero forniti dai vescovati scozzesi e dalle istituzioni monastiche per il mantenimento dei suoi membri, una metà dei quali sarebbero membri della "dignità ecclesiastica".
Il 17 maggio 1532 il Parlamento di Scozia approvò una legge che autorizzava la creazione del collegio con 14 membri, metà spirituali e metà temporali, più un presidente e il Lord cancelliere. Il collegio si riunì per la prima volta il 27 maggio 1532, alla presenza reale.
A completare i 14 lord ordinari, che erano chiamati senatori, c'era un numero indefinito di giudici soprannumerari chiamati lord straordinari.
I membri fondatori del Collegio di giustizia furono:
- Lord cancelliere, Gavin Dunbar, Arcivescovo di Glasgow
- Lord presidente, Alexander Myln, Abate di Cambuskenneth
- Richard Bothwell, Parroco di Ashkirk
- John Dingwell, Prevosto della Trinity College
- Henry White, Parroco di Finevin
- William Gibson, Decano di Restalrig
- Thomas Hay, Decano di Dunbar
- Robert Reid, Abate di Kinloss
- George Ker, Prevosto di Dunglass
- Sir William Scott di Balweary
- Sir John Campbell di Lundy
- Sir James Colville di Easter Wemyss
- Sir Adam Otterburn di Auldhame e Redhall, Avvocato del re
- Nicholas Crawford di Oxengangs
- Francis Bothwell di Edimburgo (fratello di Richard)
- James Lawson di Edimburgo
- Sir James Foulis di Colinton, che è stato aggiunto alla prima riunione della corte quando il re lo ha nominato un "Lord di sessione".

Il Collegio alla sua fondazione si occupava di diritto civile sottosviluppato. Non dispensava la giustizia in materia penale in quanto quella era un'area della diritto riservata alla giustizia del re, attraverso i giudici (da qui l'Alta corte del giustizia), le Corti di Baronia e la Commissione di giustizia. L'Alta corte di giustizia fu incorporata nel Collegio di giustizia solo nel 1672.
Inizialmente, c'era poca letteratura legale. Gli atti del Parlamento di Scozia e i libri del diritto antico, nonché i testi di diritto romano e diritto canonico erano quasi tutti a cui il ricorrente e il difensore potevano fare riferimento. È stato solo dopo l'istituzione del tribunale che questa situazione è migliorata, con i giudici che hanno annotato le loro decisioni nei libri di pratica.
Il Trattato di Unione (1707) con l'Inghilterra ha preservato il sistema giuridico scozzese. L'articolo XIX prevedeva "che la Corte di sessione o il Collegio di giustizia seguano l'Unione e, nonostante ciò, rimangano sempre in Scozia, e che la Corte di giustizia lo faccia anche dopo l'Unione ... rimangano in ogni momento a venire".